# 件

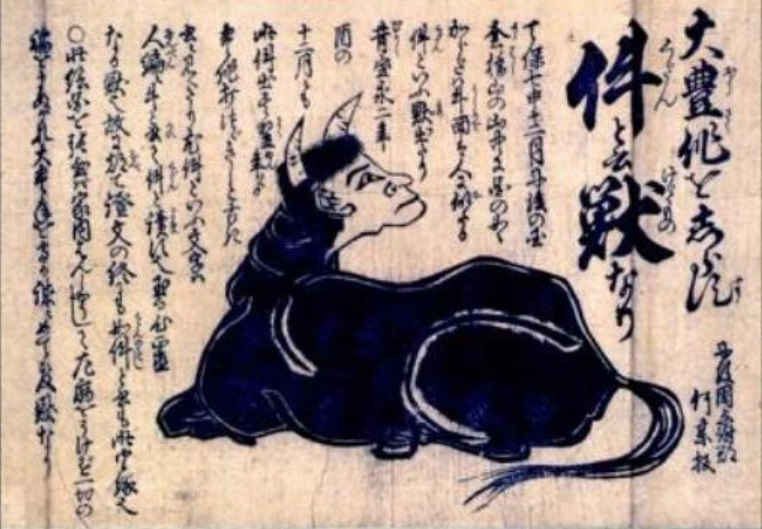
丹後倉橋山の件を描いた天保7年の文献（瓦版とされるが、木板に刷られているのがうかがえる）。— 徳川林政史研究所蔵。

件（くだん）は、19世紀前半ごろから日本各地で知られる予言獣（妖怪）。「件」（＝人/にんべん＋牛）の文字通り、半人半牛の姿をした妖怪として知られている。
人間の顔に牛の体を持つ件（くだん）が、天保7年（1836年）、丹後国与謝郡「倉橋山」（現・京都府宮津市の倉梯山）に出現したと触れまわる当時の瓦版が現存する。この件は、その先数年連続で豊作が続くと予言し、また、その絵図を張り置けば家内は繁盛し、厄も避けられると教示したという。「よって件のごとし」という証文を締めくくる常套句も、この幻獣になぞらえているものと主張されるが、これは俗説だとされる。
くたべ（あるいはクダベ、クタヘ等と表記）は、越中国（現・富山県）立山で薬種の採掘者が遭遇したとする記述が文政2年（1827年）以降の文献にみつかる。これは長髪の女性のような顔に描かれている例が複数あるが、禿頭の老人顔もあり、鋭い爪が生えていたり、白澤のように胴体に目がついているように描かれているものもある。
牛女の小説や都市伝説も件より派生したものと考えられる。

## 語釈
「件（くだん）」は、概していえば書いて字のごとし（「亻」＋「牛」）、その容姿は牛の体と人間の顔の怪物とされる。

### 件の如し
「（よって）件の如し（如件）」という定型句（証文等の末尾に記される書止、書留）があるが、西日本各地に伝わる多くの伝承によればこれは「件の予言が外れないように、嘘偽りがないという意味である」と説明されることもあるが、ただしこれは俗解語源（民間語源）の一種であろうと考えられている。
じっさい天保年間の瓦版によれば「件は正直な獣であるから、証文の末尾にも『件の如し』と書くのだ」ともあり、この説が天保の頃すでに流布していたことを示している。
怪物「件」の記述がみられるようになるのは江戸時代後期であるのに対して、「如件」という定型句はすでに平安時代の『枕草子』にも使われている。ゆえに「件の如し」と怪物「件」を関連付けるのは後世の創作と島田裕巳は主張している。

## 綱要

### 図像学
江戸時代後期に文献や民俗学的資料があるが、最古級の手記にもすでに「人面牛身」と記載される（『密局日乗』文政2年/1819年）。
天保7年（1836年）付の瓦版によれば、天保7年12月、丹後国「倉橋山」に人面牛身の獣「件」が出現したと言う。なお、この丹後の与謝郡（よさのこおり）にあったとおぼしき「倉橋山」は、現・京都府宮津市、天橋立の以西にある標高91mの倉梯山が合致する。
天保7年に流布した瓦版から書写したと思われる件の史料も現存する。「止可雑記」（毛利家文庫。山口県文書館蔵）に残される絵・文は展示もされている。 また、旧・五郎兵衛新田村の古文書にも書写例が見つかっている
しかし文政10年（1827年）頃に越中国立山に出現したとされる「くたべ」系（後述）は、件と同種・変種というものの、その絵にいくつかの特異点がみられる。長い髪の女性のような顔の絵が数点、老翁顔や老躯のものもあり、爪が伸びた胴体に目が付いた例も2点挙げられている。
牛頭の女性（牛女、後述）についても第二次世界大戦ごろから都市伝説化している。

### 予言獣
江戸時代後期に出回ったいくつかの予言獣と共通して、「件（くだん）」は疫病の流行を予言するとともに、その厄除招福の方法を教示する。予言獣の典型では自分の絵姿を見る、書き写すと説くが、「クダベ」や「どだく」の場合がそうである。
天保年間の瓦版でも「この件の絵を貼っておけば、家内繁昌し疫病から逃れ、一切の災いを逃れて大豊年となる。じつにめでたい獣である」ともある。慶応3/1867年と鑑定された錦絵「件」も同様である。
また「件（くだん）」のうちでもクタベ系は、疫病の災厄のみで、豊作の吉兆は予言しない点が、予言獣の典型と異なる。

### 牛の子
『密局日乗』という日記の、文政2年5月13日条(＝西暦1819年7月4日)に牛の子として生まれたクダンの記述がみられる。それによれば防州上ノ関（現・山口県上関町）の民家の牛から生まれた人面牛身の子牛が、人語をあやつり、みずからを「件」と名づけよと指示し、異形という理由で自分を屠殺してはならないと諭し、7年の豊作が続くが、8年目に兵乱が起こる、と予言している。
また、安政7/1860年3月12日付で牛から件が生まれたという報告書が近年（2020年）、兵庫県立歴史博物館で発見されている。
さらに幕末の錦絵「件獣之写真（くだんじゅうのしゃしん）」（慶応3/1867年作と考証）に、牛の子として生まれ、予言を残して三日で死ぬと書かれている。
明治の文献にも牛の子として生まれたり、剥製が見世物になった記述がみられる。
のち大正時代に内田百閒が発表した短編小説「件」（初稿1921年）では、「件は生れて三日にして死し、その間に人間の言葉で未来の凶福を予言するもの」という設定であった。昭和時代、第二次世界大戦後の民俗学の書物をみると、「件（くだん）」は牛から生まれる奇獣、または人と牛とのあいのこ（雑種）で、人間の言葉を話すとされるが、生まれて数日で死に、その間に作物の豊凶や流行病、旱魃、戦争など重大なことに関して様々な予言をし、それは間違いなく起こる、とされている。そうした話の、戦後に近畿地方で採話された件の出生例もある。

## 由来
中国伝来の白澤の起源説がある。白澤の図絵は、江戸期の日本でも旅行の際の厄除けとして配られる慣習があり、この図像を引用したものが「件」であるという論旨を佐藤健二（1995年、「クダンの誕生」等）が打ち立てている。戸隠山や八海山などで厄除けの札して「白沢避怪図」なるものを参詣者に配っていた。白澤は獣形であったものが、後世には主として人面獣身に描かれるようになり、見た目は「件」と紛らわしい、と笹方政紀が解説している。
人面を彷彿させる顔の奇形の仔牛が疾患によって生まれることは知られており、件の伝説に発展したものだろうと推察される。

## くたべ

「くたべ」の漢字表記

異聞として、文政10–12年（1827–1829）頃、越中（現在の富山県）の立山に出現した怪獣クタベがいるが、その摺物（題名は非標準漢字二文字で「くたべ」。人偏に「久」の下に「田」、獣偏に「部」。右図の漢字表記参照）では、「件」が唐名（中国風の名前）で、「クタベ」を和名だと主張している。この「くたべ」系には、くたべの他にクダベ、クタヘ、さらにどだく/どたくなど表記の揺れがみられる。ぐだべ、あるいは具多遍（）という表記も、フランスに渡った史料にみつかるとされる。
北陸地方の立山で遭遇したという談話だが、史料は、大阪や名古屋で見つかっている。また、同案件とおぼしき記載が屋代弘賢の雑稿から編んだ『弘賢随筆』にみられる（挿絵・文は左図参照）。年代は「当亥年」としかないが、当該の1827年に書写されたと思われ、年代特定できる「くたべ」の最古史料とされる。
図像
やはり人面に書かれているが、「必ずしも牛らしさが見られない」と評価される。「くたべ」系の絵は、（蹄ではなく）四足/手足にするどい爪がのびている、という特徴で描かれるものがあるが、一方で、複数の例は「髪の長い女性のような顔」や「丸みのある体」を特徴としている。
越中国立山に、文政10年（1827年）に、頭に毛がなく体も疲れた医僧のような容姿の人獣（人面の獣）「くたべ」が現れ、厄を避けるにはその肖像を模して貼れと言い残したと、『虚実無尽蔵』という文献にみえる。
予言・除厄
クタベ系の予言と除災法は、どの資料でもおおよそ同じで、4,5年のうちに名も知れぬ病が流行り苦しめられるが、その予言獣の絵図を一度見れば災厄からまぬかれられる、とするものである。
「ぐだべ」の例（在フランスの史料）では、その絵図を見るだけでなく、七色の草を摘み、餅について食すと災いをまぬがれるご利益が「神のごとし」であるという。
由来
江戸時代後期の随筆『道聴塗説』では、「クダベ」が当時の流行の神社姫（人面の竜蛇）に似せて創作されたものと主張する。文政2年（1819年）に現れた神社姫は、厄を除ける方法までも説いており、後の「件」の例と共通している。ただ、この神社姫と同年の1819年に出現したという「件」は、予言の内容はわかるが、除厄法を伝授したとされるかまでは不詳である。

### 白澤とクタベ
また、クタベこそ白澤と同一のものであると水木しげるが論じており、クタベは「人面の牛で、腹部の両横にも眼があった」とと誤認（混同）していたものの、たしかに摺物のクタベには背に二つの目が描かれるのであり、白澤の図像の影響がうかがえる。水木しげるは、他にも医の神である黄帝が博識の瑞獣と、富山の売薬の生業の者が「件」と遭遇したことにも共通点を見出しているのだが、細木ひとみはこの点については否定的で、「漢方薬の守護神」たる白澤と富山の薬売りを（いささか強引に）結びつけて、同一視してしまった、との見解を示している。さらには、立山の現地でクタベ伝説が発祥したふしはなく、逆に、富山以外の地域で「立山の薬種/妙薬」的な風評にあやかり「クタベ」という疫病予言獣に結び付けたのではないだろうかとしている。

## 牛女
小川未明が「牛女」（1919年）という短編小説を発表しているが、おそらく内田百閒「件」を読んだうえで書かれたものと察せられる。
のち、第二次世界大戦末期から戦後復興期にかけては、通常は人面牛身とされる「件（くだん）」と逆に、牛面人身で和服を着た女の噂も流れ始めた。以下、これを仮に牛女と呼称する。
小松左京『くだんのはは』（1968年）も百閒の小説や「件」の類の噂に取材して小説を執筆したと考えられており、牛女の都市伝説の伝搬に貢献したものと考えられる。
牛女の伝承は、ほぼ兵庫県西宮市、甲山近辺に集中している。例えば空襲の焼け跡で牛女が動物の死骸を貪っていたとする噂があった。また、兵庫県芦屋市・西宮市間が空襲で壊滅した時、ある肉牛商の家の焼け跡に牛女がいた、おそらくその家の娘で生まれてから座敷牢に閉じ込められていたのだろうという噂などが残されている。
幕末期の「件（くだん）」伝承と比較すると、
- 件は牛から生まれるが、牛女は人間から生まれる。
- 件は人面牛身、牛女は牛面人身。
- 件は人語を話すなど知性が認められるが、牛女にはそれが認め難い。

といった対立点があり、あくまでも件と牛女は区別すべきと木原浩勝は主張している。

## 経緯

### 江戸時代
昔、宝永2年（1705年）12月に件が現れ、その翌年から豊作が続いた、という記述が天保年間の瓦版（既述）にみられる。
早い史料としては『密局日乗』（文政2/1819年)の記載があり、周防国で民家の牛から生まれ、人面牛身の子牛が件と名乗り、豊作とその後の兵乱を予言した、とされている（上に詳述）。
富山県の立山には「くだん」ならず「くたべ」（または「くだべ」等）と呼ばれる山の精が出現するとされる、文政10–12年（1827–1829）の複数の史料が残ることは既述した。くだべは「これから数年間疫病が流行し多くの犠牲者が出る。しかし自分の姿を描き写した絵図を見れば、その者は難を逃れる」と予言した。これが評判になり、各地でくだべの絵を厄除けとして携帯することが流行したという。くたべ系/クダベ系の史料は、それから嘉永年間（1848–1854年）まで例に欠けるとされているが、漢字のくたべの摺物（年代不詳）は、『保古帖』という嘉永4年に着手された編本に貼られている。
天保年間の瓦版では、天保7年（1836年）12月に丹後国「倉橋山」に人面牛身の獣「件」が出現したとする（既述）。ちなみにこの報道の頃には、天保の大飢饉が最大規模化しており、「せめて豊作への期待を持ちたい」という意図があってのものと思われると島田裕巳は主張している。
幕末になってさらに、人間の飼っている牛が産んだとする説が流布されている。慶応3年（1867年）4月付の『件獣之写真』と題した瓦版によると「出雲の田舎で件が生まれ、『今年から大豊作になるが初秋頃より悪疫が流行る。』と予言し、3日で死んだ」という。

### 明治以降
明治42年（1909年）6月21日の『名古屋新聞』の記事によると、その10年前に五島列島の農家で、家畜の牛が人の顔を持つ子牛を産み、生後31日目に「日本はロシアと戦争をする」と予言をして死んだとある。この子牛は剥製にされて長崎県 長崎市の八尋博物館に陳列されたものの、現在では博物館はすでに閉館しており、剥製の行方も判明していない。
明治時代から昭和初期にかけては、件の剥製と称するものが見世物小屋などで公開された。小泉八雲も自著『知られぬ日本の面影』の中で、件の見世物についての風説を書き残している。それによると明治25年（1892年）、旅の見世物師が島根県美保関に件の剥製を持ち込もうとしたところ、不浄の為に神罰が下り、その船は突風のため美保関に上陸できなくなったという。

水木しげるロードに設置されている「くだん」のブロンズ像

昭和に入ると、件の絵に御利益があるという説は後退し、戦争や災害に関する予言をする面が特に強調された。昭和5年（1930年）頃には香川県で、森の中にいる件が「間もなく大きな戦争があり、勝利するが疫病が流行る。しかしこの話を聞いて3日以内に小豆飯を食べて手首に糸を括ると病気にならない。」と予言したという噂が立った。昭和8年には長野県でも似た噂が流行し、小学生が小豆飯を弁当に入れることから小学校を中心に伝播した。ただし内容は大きく変わっており、予言したのは蛇の頭をした新生児で、諏訪大社の祭神とされた。
また長崎県でも平戸でクダンが生まれたといううわさが立ち、佐世保を介して広まった。そして昭和7年（1932年）夏、西彼杵半島の面高村で民俗学者の桜田勝徳がその噂を採取し発表した（江島平島記、「未刊採訪記」所収）。
第二次世界大戦中には戦争や空襲などに関する予言をしたという噂が多く流布した。昭和18年（1943年）には、山口県岩国市のある下駄屋に件が生まれ、「来年4、5月ごろには戦争が終わる」と予言したと言う。また昭和20年春頃には愛媛県松山市などに「神戸（兵庫県）に件が生まれ、『自分の話を信じて3日以内に小豆飯かおはぎを食べた者は空襲を免れる』と予言した」という噂が流布していたという。
1944年初頭頃、ブラジルのマリリア地方で人頭獣身の件子（くだんご）が生まれたとの噂が日系移民の間に立ち、「今年中に戦争は枢軸側の大勝利で終結する」と予言し、「よって件の如し」と言ってすぐ死んだという。これは"後の勝ち組の論理の芽生え"ではないかと評されている。
牛から生まれた話例については、兵庫県の但馬牛の産地の村でクダンが生まれたという話が採取されている（1953年発表）。また岡山県の蒜山三村では、八束村の老人が件の話をするが所在を聞くと川上村で生まれたものと話し、けっきょく三つの村で堂々巡りになる記事が報道されている（1971年）。
作家の木原浩勝所蔵の件（くだん）の剥製（ミイラ）は、2004年に群馬県在住の所有者から譲り受けたもので、元所有者の父親の興行師は「牛人間」と称してこれを見世物にし、絵物語の紙芝居もおこなっていたという。